# Pellionia acutidentata
Pellionia acutidentata là loài thực vật có hoa trong họ Tầm ma. Loài này được W.T. Wang mô tả khoa học đầu tiên năm 1980.